# Lycée Paul-Éluard
Le lycée Paul-Éluard est un lycée de Saint-Denis (Seine-Saint-Denis), situé au 15-17, avenue Jean-Moulin, en banlieue nord de Paris. C'est un établissement d'enseignement secondaire technologique et général. Ce lycée rend hommage à Paul Éluard, poète français né à Saint-Denis le 14 décembre 1895 et mort à Charenton-le-Pont le 18 novembre 1952. Premier lycée de banlieue parisienne, il a été inauguré officiellement en 1965.

## Histoire
Lors de l'élection municipale de 1935 à Saint-Denis, la nécessité de construire un établissement secondaire a été soulevée pour la première fois. Mais il aura fallu attendre 1957 pour que les premiers bâtiments soient construits en tant qu’annexe du lycée Jacques-Decour. Ces annexes n'accueillent que 120 élèves mais ce nombre ne tarde pas à croître. En effet, les effectifs augmentent de 300 en 1958 jusqu'à 600 en 1959.
C'est donc en 1959 que l’agrandissement du lycée se concrétise par les chantiers consacrés aux bâtiments définitifs. Initialement prévu pour 1 500 élèves, il en accueille près de 2 000. Deux annexes sont alors rattachées au lycée, la première se trouve à Saint-Ouen et la seconde à Épinay-sur-Seine aujourd'hui le lycée Jacques-Feyder.
Le lycée Paul-Éluard a finalement été inauguré le 29 mai 1965 à Saint-Denis, ville natale du poète Paul Éluard. Louis Aragon, ami de Paul Éluard, lui rend hommage lors de l'inauguration du lycée, qui portera le nom de Paul Éluard. Louis Aragon réalise un discours en présence de la fille de Paul Éluard, Cécile Éluard, du maire de Saint-Denis et de l'inspecteur général de l'Instruction publique. Le discours d'hommage de Louis Aragon est édité sous forme de CD.
Le 8 décembre 1989, Françoise Louÿs alors proviseure du lycée Paul Eluard s'exprime à l'occasion du débat historique opposant Jean-Marie Le Pen à Bernard Tapie. Son intervention s'oppose directement à celles de Jean-Marie Le Pen, elle assume la présence de trois élèves portant le foulard et explique que cette décision est une décision concertée entre les élèves, les professeurs, etc. D'autre part elle développe une vision humaniste de l'école et témoigne de la richesse apportée par le multiculturalisme de ses lycéens et lycéennes qui à l'époque sont près de 2 400.
Le 5 décembre 1991, Stephan Villaret un jeune lycéen de Paul-Éluard, trouve la mort à la suite de la chute d'un panneau de basket. Le chef de l'établissement, Françoise Louÿs, et, l'intendant de l'époque sont passés au tribunal. Deux semaines avant la chute du panneau qui a tué Stephan un autre panneau de basket était déjà tombé dans la cour de l'établissement, principale raison pour laquelle il y a eu procès. Le 30 novembre 1994, seul l'intendant a été condamné à deux mois de prison avec sursis pour la mauvaise gestion des équipements. Le proviseur a été acquitté et seule la responsabilité de l'intendant a été retenue. Ce jugement est considéré comme un tournant concernant la responsabilité juridique des intendants. Le procès avait également suscité un élan de soutien et de solidarité en direction de Françoise Louÿs. Enfin, cet incident a contribué au classement du lycée en tant qu'établissement sensible.
Depuis 2017, le lycée a été marqué par de nombreux actes violents aux abords du lycée et à l'intérieur de l'enceinte du lycée. Ces violences ont notamment pour origine des tensions inter quartiers entre les cités Duclos-Dourdain-Colonel Fabien (DDF) et la Cité Allende. Pour exemple on déplore des jets de parpaings à travers les fenêtres des salles de classe, des intrusions à répétition d'individus armés et prêts à en découdre, des rackets à l'extérieur de l'établissement, des élèves poursuivis et recherchés pour être tabassés, etc.
Des mesures de sécurisation des abords de l'établissement ont été décidées à la suite de concertations entre le rectorat, l'inspection et la région île de France notamment par l'installation de caméras de vidéosurveillance autour du lycée et par un rehaussement des grilles afin de limiter les intrusions. Ces décisions pourtant prises au printemps 2017 n'étaient toujours pas mises en œuvre à la rentrée 2018 obligeant la présidente de la région île de France à se déplacer à la rencontre des professeurs qui demandaient davantage de personnels et notamment plus d'AED. Cependant, l'effectif des assistants d'éducation (AED) n'augmentera pas. Les travaux seront finalisés au cours de l’année scolaire 2018-2019 ce qui n'empêchera pas de nouveaux incidents ce qui amena les personnels du lycée à réitérer leur demande de personnels supplémentaires qui ne sera une nouvelle fois pas entendue malgré les nouveaux incidents. Par la suite et encore aujourd'hui de nombreuses tensions et de nombreux actes violents viendront ponctuer la vie des lycéens et des personnels, les violences se poursuivent à la rentrée 2019.
Ainsi, Paul Robert, au cours de sa première année au lycée Paul Eluard aura eu à gérer les phénomènes violents. Il sera témoin des différents blocus, dont les revendications étaient le report puis l'annulation des E3C, épreuves de contrôle continu mise en place par la réforme des lycées. Enfin, la pandémie liée au Covid-19 en France a forcé le gouvernement à prendre la décision de fermer les lycées au moins jusqu'au mois de juin. Cette crise sanitaire aura été la dernière qu'il aura géré avant d'achever son court mandat puisqu'il n'aura duré qu'un an.
La rentrée scolaire 2020 au lycée Paul Eluard a été médiatisée. En effet, dès le 11 septembre près de 50 enseignants se déclaraient en droit de retrait face aux conditions sanitaires insuffisantes comme en témoigne un enseignant au lycée et un membre de la FCPE locale. D'autres articles mettent en lumière le manque de masques pour les personnels, l'absence de gel hydroalcoolique, de virucide, l'absence d'infirmières, l'absence d'assistante sociale, etc. dans un lycée de plus de 2000 élèves en pleine période de Covid-19. Le constat de ces articles est l'absence de réactions de la part de la région et des autorités rectorales. Progressivement les manques de masques, de gel et de virucide ont été résolus mais au prix d'une rentrée ou les cas de Covid-19 chez les élèves se sont multipliés dans des conditions sanitaires plus que légères comme en témoignent de nombreux articles publiés à la mi-septembre,,. Cependant les sources sont très politisés et la réalité restent nuancés. La proportion d'enseignants ayant fait valoir un droit de retrait reste faible. Les masques et le gel étaient présents et distribués gratuitement aux élèves et aux professeurs. Néanmoins ils étaient fournis par la Région et non par l’État ce qui a provoqué une incompréhension des personnels.
Le mois de septembre au lycée Paul-Éluard s'est achevé par un événement dramatique et d'une extrême gravité. En effet, dans la matinée du 30 septembre, un élève âgé de 19 ans a poignardé un autre élève âgé de 16 ans, tous les deux étaient en 1ère d'une classe appartenant à une filière technologique. Selon France Bleu Paris, le pronostic vital de l'adolescent n'est pas engagé, cependant, les raisons de cette agression ne sont pas connues actuellement,,. Néanmoins, l'élève qui a porté le coup de couteau était allophone et subissait les moqueries répétées dans a classe. C'est un geste grave mais isolé. Un article rappelle même les faits violents datés de 2018 et montre une nouvelle fois combien les faits de violence ponctuent la vie de cet établissement ces dernières années  alors qu'il bénéficiait pourtant d'une belle image par la plus-value qu'il apportait à ses élèves, en témoigne son classement au palmarès des lycées de France en 2015. Le Conseil régional a alors réagi et mis à demeure une équipe spécialisée dans la sécurité par la médiation, les "BRS", brigade régionale de sécurité.

## Patrimoine

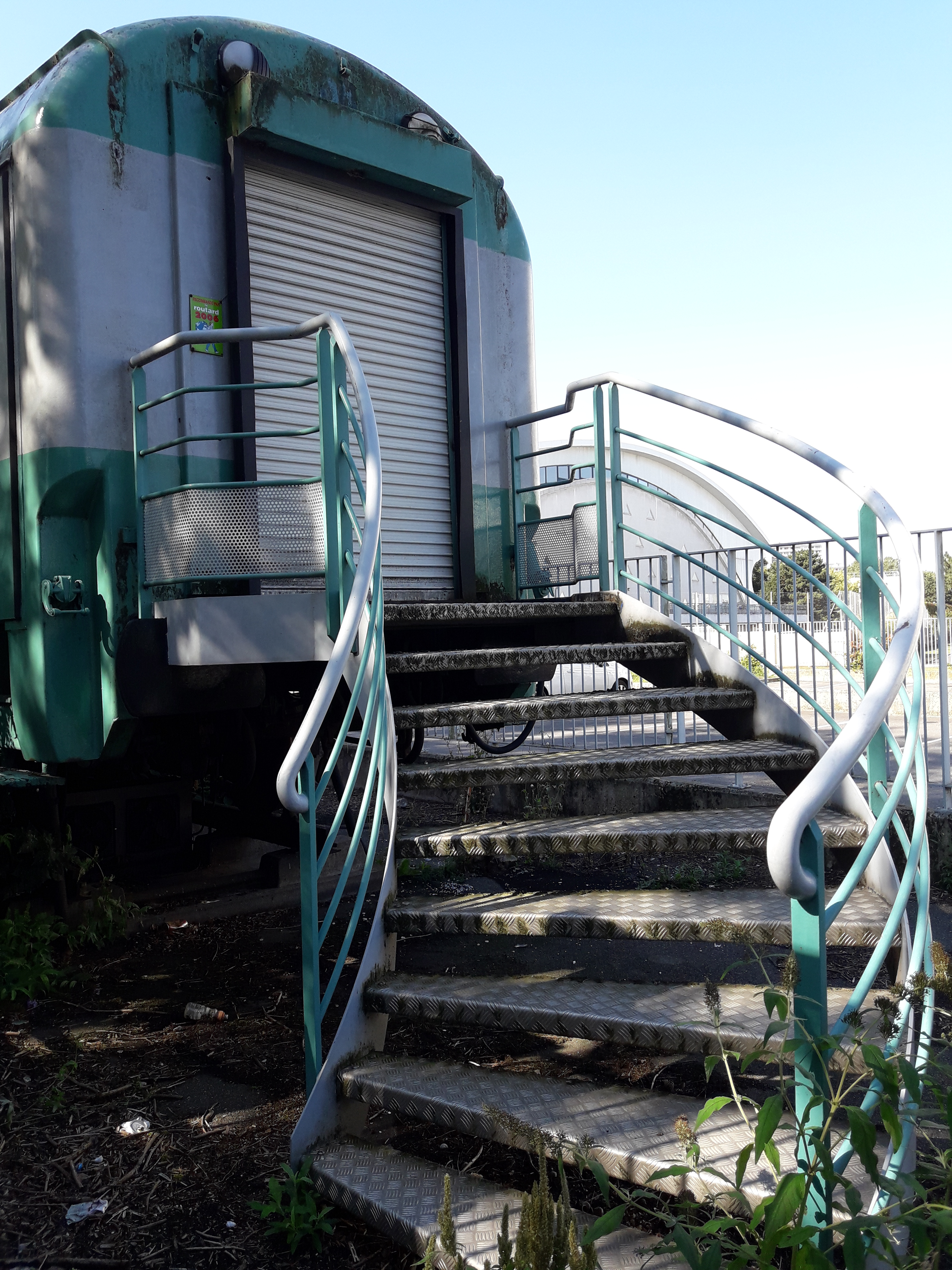
Photographie d'un des escaliers permettant l'accès au wagon-restaurant lorsqu'il était encore utilisé par la DDPJJ93 pour la réinsertion des jeunes.

Depuis 1992, le lycée Paul Eluard accueille en bordure de son parking un ancien wagon-restaurant. Ce dernier a été acheté la même année par le Ministère de la Justice sous l'impulsion de Vincent Vella, professeur technique en restauration. Il devient alors un restaurant d'insertion qui accueille des jeunes suivis par la Direction Territoriale de la Protection Judiciaire de la jeunesse de Seine-Saint-Denis (DTPJJ93). Dans un premier temps nommé Le rail d'Ouessant, il est rebaptisé Le Wagon en 2000. En 2006, il est même cité dans le Guide du routard, en témoigne la plaque encore présente près de l'une des portes du wagon. Le 31 janvier 2021, l'association Les dionysiaques est créée afin de diffuser la culture à Saint-Denis, de favoriser la formation et l'insertion des jeunes, d’encourager les rencontres intergénérationnelles. Le 6 août 2021, la même association parvient à obtenir le titre de propriété du wagon, 1ère étape de sa réhabilitation. C'est en réalité une voiture-restaurant, appartenant aux premières rames du « Capitole », premier train à grande vitesse effectuant la liaison Paris-Toulouse. Ce train détient notamment le 1er record de vitesse en atteignant 200km/h. Elle a notamment été exposée en 1966 à la gare Montparnasse, à la presse et au public, dans une livrée éphémère « Bleu de Savoie », toute la série ayant par la suite été repeinte en rouge, le fameux « Rouge Capitole ». En octobre 2021, il fait partie des projets de l’opération «Sauvons nos monuments». Il est lauréat de cette opération.

## Structure pédagogique
Depuis la réforme du lycée mise en œuvre à la rentrée 2019, le lycée Paul-Éluard propose plusieurs spécialités dans le cadre du BAC général aux choix (3 possibles en 1re puis 2 en Terminale) :
- Histoire géographie, géopolitique et sciences politiques
- Humanités, littérature et philosophie
- Langues, littératures et cultures étrangères
- Arts (théâtre)
- Sciences de la vie et de la terre
- Mathématiques
- Physique chimie
- Sciences économiques et sociales
- Sciences de l’ingénieur

De plus, on retrouve 3 voies technologiques : 
- STI2D : Baccalauréat série sciences et technologies de l'industrie et du développement durable,
- STL : Baccalauréat série sciences et technologies de laboratoire,
- STMG : Baccalauréat série sciences et technologies du management et de la gestion.

Le lycée Paul-Éluard propose également six spécialités de Brevet de technicien supérieur(Analyse de biologie médicale, électrotechnique, management des unités commerciales, assistant de gestion de PME-PMI, systèmes numériques & qualité dans les industries alimentaires et bio-industrielles).
D'autre part, l’établissement compte :
- 1 section ATS classe préparatoire adaptation technicien supérieur pour les techniciens supérieurs issus de BTS ou d'IUT ;
- 2 sections de classe préparatoire aux grandes écoles MPSI et PCSI.

Structure pédagogique du lycée Paul-Éluard pour l'année 2015- 2016 :
| Niveau | Nombre de classes |
| ------ | ----------------- |
| 2de    | 21                |
| 1re    | 16                |
| Tle    | 17                |
| Total  | 50                |

| Cycle     | Nombre de classes |
| --------- | ----------------- |
| Lycée     | 50                |
| Supérieur | 21                |
| Total     | 71                |

## Taux de réussite au baccalauréat entre 2014 et 2021
|      | S      | ES     | L      | STI2D | STMG  | STL    |
| ---- | ------ | ------ | ------ | ----- | ----- | ------ |
| 2014 | 92 %   | 79 %   | 88 %   | 97 %  | 93 %  | 85 %   |
| 2015 | 81 %   | 95 %   | 82 %   | 84 %  | 91 %  | 86,5 % |
| 2016 | 93 %   | 87 %   | 90 %   | 88 %  | 93 %  | 84 %   |
| 2017 | 89 %   | 88,5%  | 78,5 % | 88 %  | 81 %  | 85 %   |
| 2018 | 86,5 % | 88,5 % | 78 %   | 87 %  | 95 %  | 89 %   |
| 2019 | NC     | NC     | NC     | NC    | NC    | NC     |
| 2020 | NC     | NC     | NC     | NC    | NC    | NC     |
| 2021 | 98,1%  | 98,1%  | 98,1%  | 95%   | 96,7% | 93,5%  |

Ce lycée a des résultats supérieurs aux attentes de l'académie de Créteil. Son taux de réussite au bac est de 89 % toutes séries confondues. Près de 30 % des élèves ont obtenu une mention dont dix mentions « très bien ». Le Parisien, dans son édition du 1er avril 2015, a d'ailleurs placé le lycée Paul-Éluard premier lycée public de France en prenant comme critère la plus-value qu'apporte le lycée en termes d'apprentissages.
En 2021, les résultats au BAC du lycée Paul Eluard se situent au dessus de la moyenne du district, de la moyenne départementale et de la moyenne académique pour ses filières générale et technologiques.

## Classes préparatoires
- Classe préparatoire mathématiques, physique (MP), deuxième année
- Classe préparatoire mathématiques, physique et sciences de l'ingénieur (MPSI), première année
- Classe préparatoire physique et sciences de l'ingénieur (PSI), deuxième année
- Classe préparatoire physique, chimie et sciences de l'ingénieur (PCSI) première année
- Classe préparatoire ATS ingénierie et industrie (1 an)

## Projets pédagogiques
L'engagement des équipes et la mise en place de cordées de la réussite ainsi que de dispositifs d'aides, repensés régulièrement, permet au lycée de maintenir un bon niveau de réussite.

### Les partenariats
Parmi les partenariats marquants : cordées de la réussite avec l'école Polytechnique, "Réussir aujourd'hui", l'Université Paris Dauphine, les Universités Paris 8 et 13 ; Un partenariat avec ScPo Paris, l'institut de la Légion d'honneur etc.

### Les projets culturels
Le lycée Paul-Éluard possède un atelier musique très dynamique. En 2019, les élèves de l'atelier musique ont même été invités à Matignon dans le cadre de la fête de la musique pour une représentation musicale de haut vol.

### Les projets en lien avec le développement durable
Depuis 2016, le lycée Paul-Éluard a obtenu le label « lycée éco-responsable ». Ce label récompense l'engagement du lycée en faveur de la biodiversité, du recyclage, du tri des déchets, etc. Cet engagement sse maintien encore aujourd'hui comme en témoignent les nombreux projets engagés et qui figurent sur le site internet du lycée.

### Les projets en lien avec la culture scientifique
Le lycée Paul-Éluard est également engagé dans la promotion de la culture scientifique.

### Les voyages
Chaque année, depuis 2007, le lycée organise des voyages pédagogiques pour une classe de première ES. L'originalité de ce projet est qu'il permet à des élèves de voyager vers des destinations lointaines telles que l’Irlande du Nord, le Brésil, Guatemala, Madagascar, tout en travaillant autour d'un thème et d'une problématique. Lors de ces voyages, ils vont rencontrer beaucoup de personnalités du pays visité mais aussi s'imprégner de la culture locale. Ces voyages ont largement été médiatisés et ont même donné lieu à un documentaire : Au bout de la route. Jean-Pierre Aurières a même crée une association regroupant les professeurs participants au voyage et les réalisateurs des documentaires. Ce site montre notamment que les voyages scolaires ont eu lieu grâce au mécénat de plusieurs grandes entreprises comme "Eiffage Constructions", "Europequipements", "Air France". Ces partenariats ont offert la formidable opportunité aux élèves de découvrir un nouveau pays, de nouvelles cultures et de se mettre dans la peau de journalistes.

### Inventaire des destinations depuis 2007
- 2007 : « Vivre après un conflit » / Irlande du Nord
- 2008 : « Les frontières » / États-Unis – Mexique
- 2009 : « Afrique du Sud, la nation arc-en-ciel » / Afrique du Sud
- 2011 : « Peuples indigènes au XXIe siècle » / Guatemala[43]
- 2012 : « Géopolitique des fleuves » / Vallée du Gange / Inde[44]
- 2013 : « Brésil, pays émergent et front pionnier » / Brésil
- 2014 : « Au bout de la route » / Madagascar
- 2015 : « Une nation en devenir, une culture millénaire » / Nouvelle-Calédonie[45]
- 2016 : Chili
- 2017 : Vietnam
- 2018 : Gabon
- 2019 : Japon
- 2020 : Voyage annulé à la suite de la pandémie de Covid 19

## Anciens membres célèbres

### Élèves
- Comte de Bouderbala, humoriste[46]
- Grand Corps Malade, auteur-interprète (slam)
- Djamel Bensalah, producteur, réalisateur et scénariste français
- Dominique Le Glou journaliste France 2
- Marc Battier (en), compositeur, professeur à Sorbonne Université.

### Professeurs
- Laurent Bihl, enseignant et historien, spécialiste des médias et de la caricature.
- Georges-Arthur Goldschmidt, écrivain et traducteur français[47].
- Daniel Grojnowski, écrivain et un historien de la littérature française.
- Jean-Paul Jouary, philosophe et essayiste français[48].
- Alain Laurent, philosophe, spécialiste du libéralisme et des trains.
- Jean Marcenac, professeur écrivain, poète, journaliste et professeur de philosophie[49].
- Jean Lebrun, journaliste[50].
- Olympe Bhêly-Quenum, professeur de lettres et écrivain
- Geneviève Dermenjian, historienne spécialiste de l'histoire des femmes[51] et de l'antisémitisme en Algérie coloniale[52].